# Centre aquatique olympique (Saint-Denis)
Pour les articles homonymes, voir CAO.
Le Centre aquatique olympique (CAO) est une piscine olympique située à Saint-Denis et spécialement construite pour accueillir les compétitions de sports aquatiques lors des Jeux olympiques d'été de 2024 à Paris : plongeon, water-polo et natation artistique.
Situé au cœur de la ZAC Plaine Saulnier, dans le quartier de La Plaine Saint-Denis, il fait face au Stade de France auquel il est relié par une passerelle enjambant l'autoroute A1. Il est construit sous maîtrise d'ouvrage de la Métropole du Grand Paris.

## Histoire
Dès 2005, Aubervilliers est sollicitée par projet d'aménagement lié au projet de Jeux olympiques Paris 2012 sur le site du fort d'Aubervilliers. Composé de cinq bassins, dont un extérieur, il devait recevoir 15 000 spectateurs sur des gradins démontables.

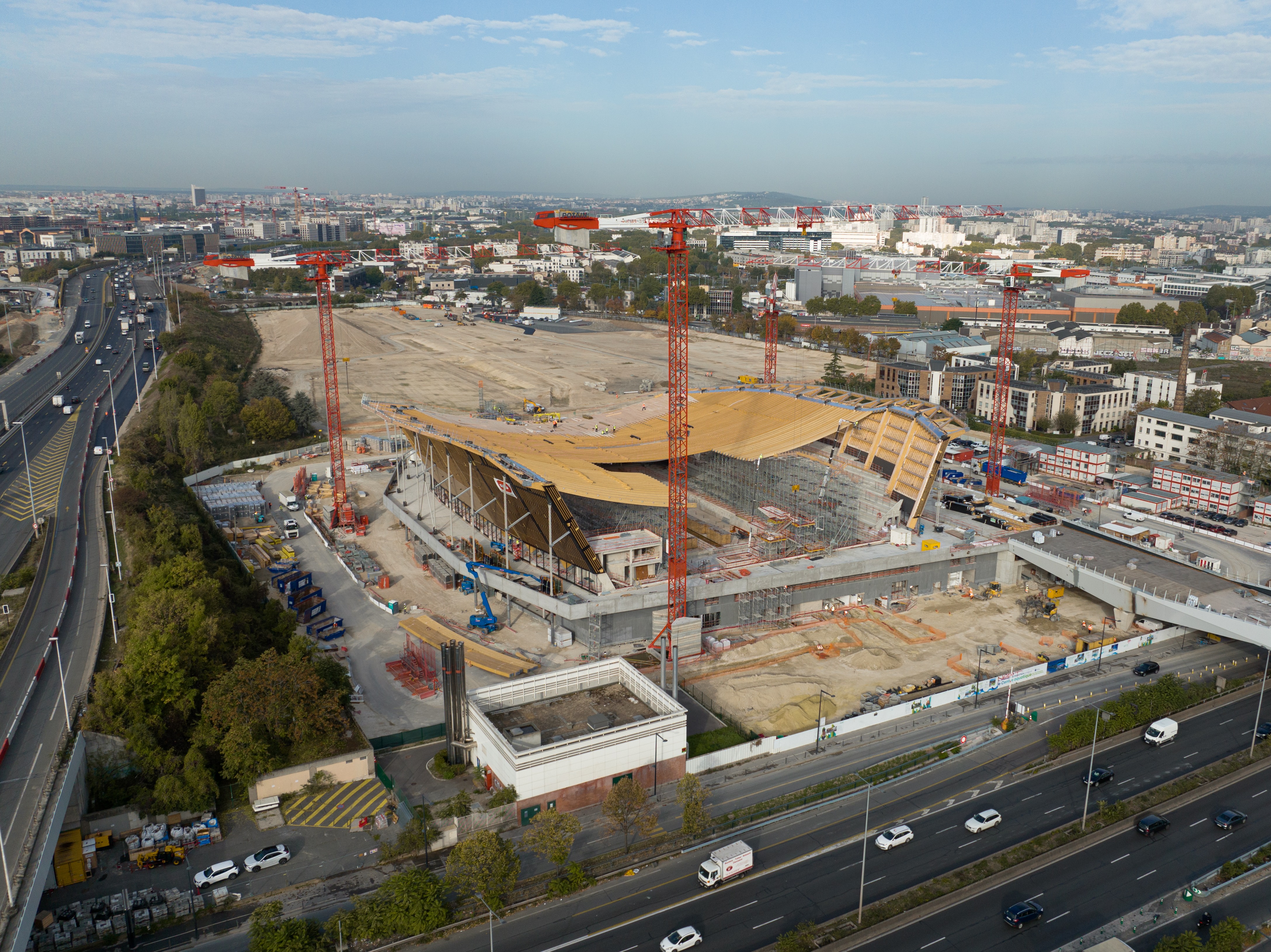
Chantier de la piscine olympique en octobre 2022.

La candidature de Paris aux Jeux olympiques d'été de 2024 relance le projet. En juin 2016, le groupement d'intérêt public chargé de la candidature de Paris aux JO 2024 décide d'implanter le centre nautique olympique à Saint-Denis sur un terrain alors occupé par le centre de recherche d'Engie, situé à l'ouest du Stade de France, dont il est séparé par l'avenue du Président-Wilson,. De 1885 à 1977, un important espace domicilié au 361 avenue du Président-Wilson accueille l'usine à gaz du Landy qui fournit du gaz à la région parisienne,. Il était délimité par l'A86 au sud, l'avenue du président-Wilson à l'est, la N410 à l'ouest et la N412 au nord. En 1977, le site est converti en Centre de recherches gazières de Saint-Denis. En 2019, Engie quitte les lieux et d'importants travaux de dépollution sont menés.
Après les Jeux, le centre aquatique olympique situé au cœur de la ZAC de la Plaine Saulnier sera composé d'un hall d’accueil, d'espaces pour les nageurs, d'une halle constituée du bassin de 50 × 25 m, soit 10 lignes d'eau, du bassin de plongeon de 26 × 25 m — accueillant le Pôle plongeon France — et de tribunes de 2 500 places (portée à 6 000 places en phase JOP avec des tribunes démontables). Il accueillera des séances scolaires, de la natation et du plongeon sportifs et de loisirs, des activités encadrées et de la pratique libre de natation,,.
Dans leur globalité, les travaux du Centre aquatique olympique et de la passerelle adjacente — incluant la phase JOP et la phase Héritage — constituent un investissement sous maîtrise d'ouvrage de la Métropole du Grand Paris estimé à 174,7 millions d’euros, dont 154,7 millions de la Solideo,. Il s'agit du principal investissement dans une infrastructure sportive créée pour les Jeux de 2024. La piscine est inaugurée le 4 avril 2024 en présence d'Emmanuel Macron, président de la République.
Avant l’ouverture au grand public en juin 2025 et d'être le centre d'entraînement de l’équipe de France de plongeon, le CAO doit accueillir du 9 au 11 mars 2025 un meeting international de natation. Au bassin principal (natation et plongeon) s'ajoutent un bassin aqualudique, un bassin de 25 mètres de faible profondeur pour l’apprentissage de la nage. La réduction de la place donnée aux tribunes a permis d'y installer des terrains de padel (3 en intérieur et 6 en extérieur), un mur d'escalade, une recyclerie sportive et un restaurant .

## Configuration des bassins

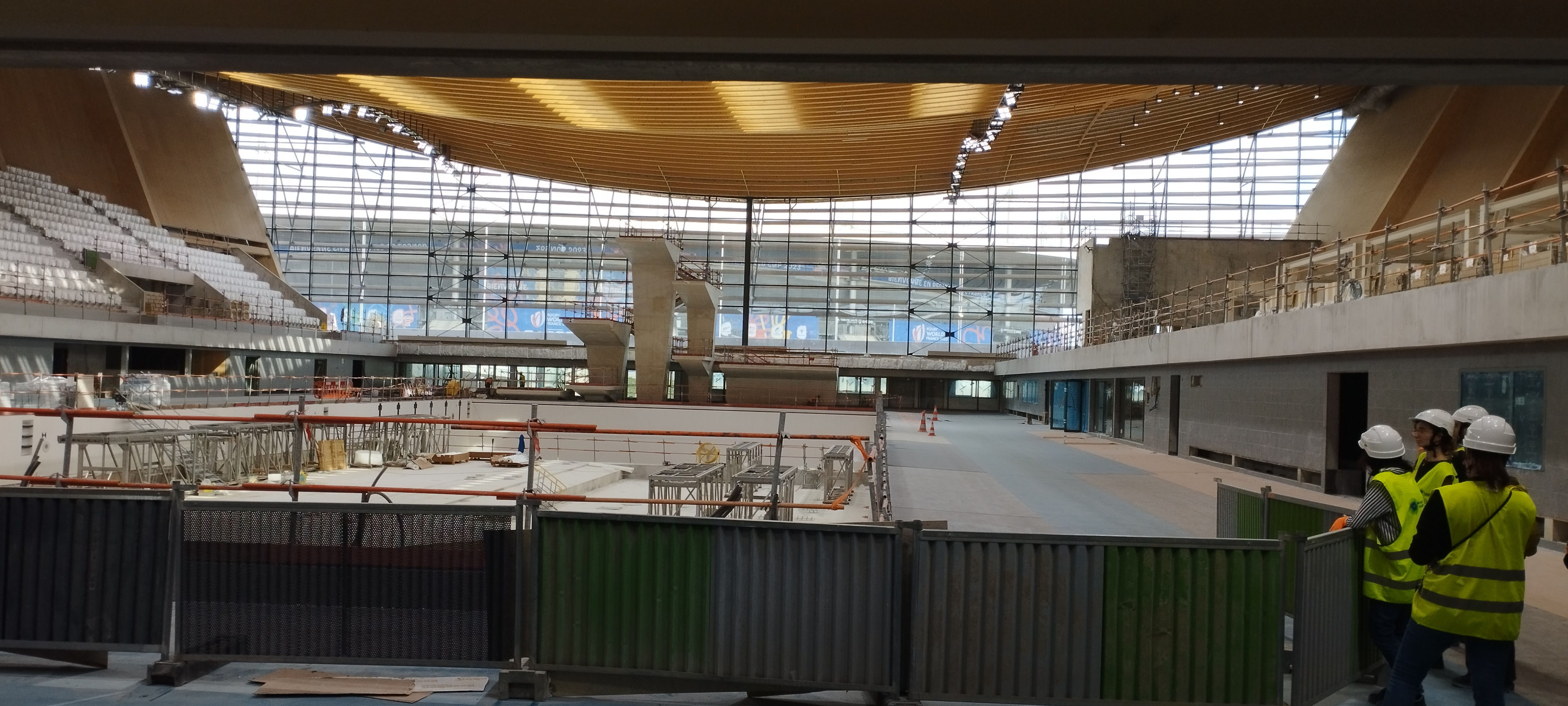
Vue générale du bassin olympique en construction (septembre 2023). Au fond, à travers la baie, le Stade de France.

En configuration « olympique », le centre aquatique olympique répondra aux spécifications du CIO nécessaires à l’organisation des Jeux olympiques et paralympiques pour la tenue des compétitions de plongeon, de water-polo et de natation artistique.
En configuration dite olympique, le CAO accueillera un bassin de 50 × 25 m, un bassin de plongeon de 22,20 × 25 m et 6 000 places brutes de tribunes.

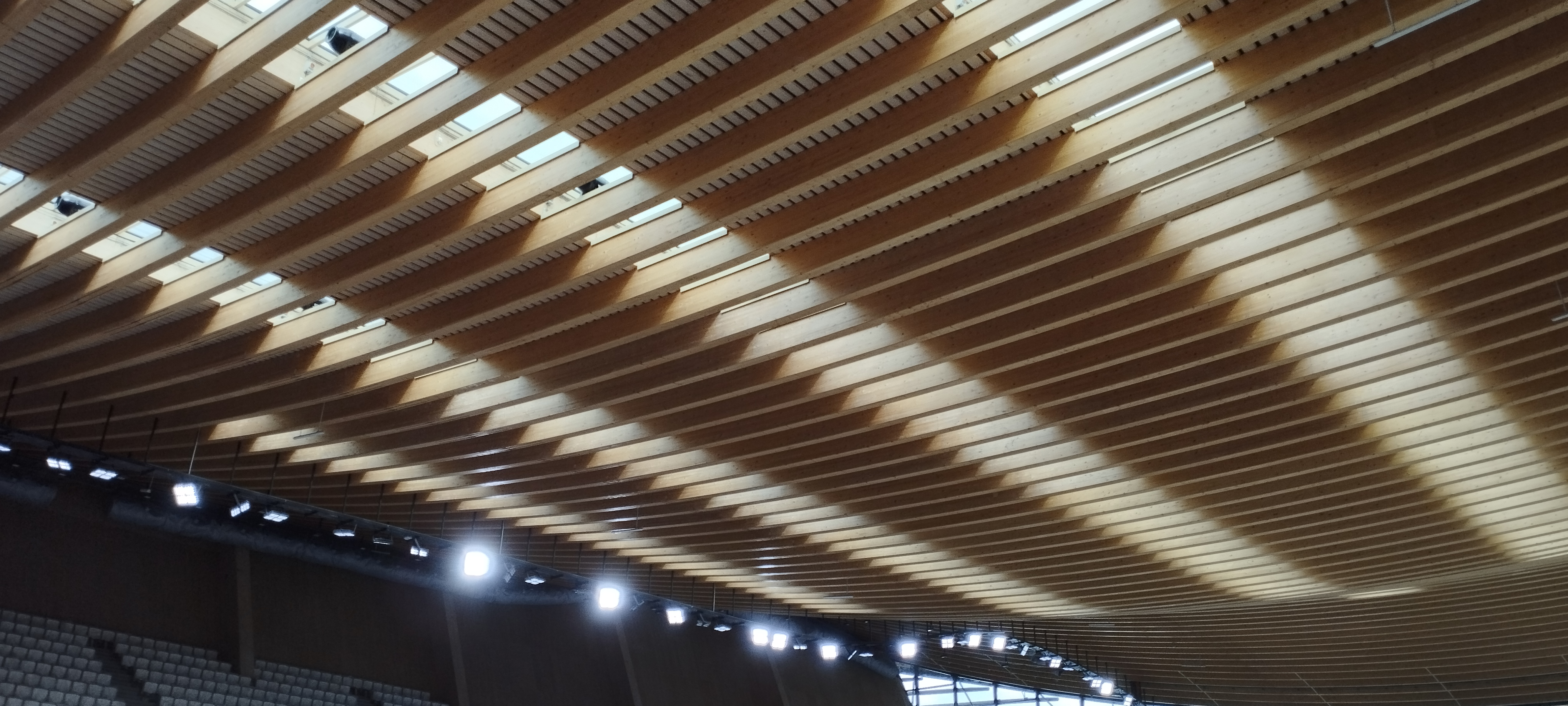
La charpente concave en catènes.

La toiture du centre aquatique est soutenue par 91 catènes de 21 cm de large, 55,2 cm de hauteur, pour une longueur de 90 mètres (273 éléments de 30 mètres). En octobre 2022, la dernière catène est posée pour former la plus grande charpente concave en catènes de bois au monde avec ses  90 mètres de portée. Il bénéficie d'une conception thermique économe avec un toiture concave (de bois certifié FSC européen) réduisant de 30 % le volume à chauffer. La construction de 1 200 tonnes de matériaux biosourcés alors que la toiture recevra 5 000 m2 de panneaux photovoltaïques afin de contribuer au fait que le bâtiment produise ou récupère 90 % de l’énergie qu'il consomme. Le mobilier dans les restaurants, bars et entrées doit être réalisé à partir de bois récupéré sur le chantier tandis que les tribunes seront construites en plastique recyclé collecté dans les écoles de Saint-Denis, avec des sièges de gradin réalisés entièrement à partir de bouchons plastiques. Le CAO sera équipé d'un système de récupération d'eau de pluie développant des solutions innovantes de valorisations d'eaux grises et pluviales.

## Passerelle de liaison avec le Stade de France

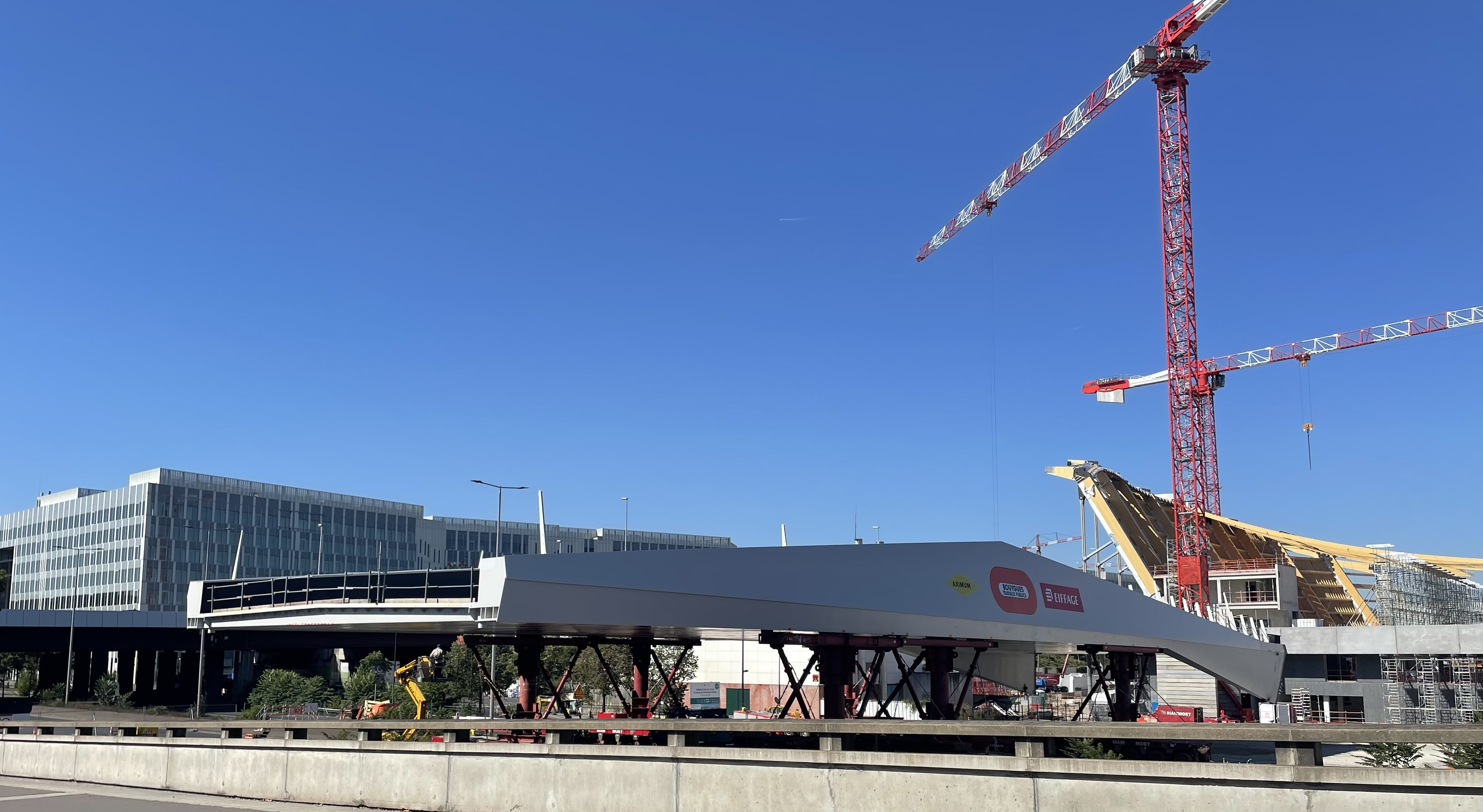
Travaux pour l'installation de la passerelle (août 2022).

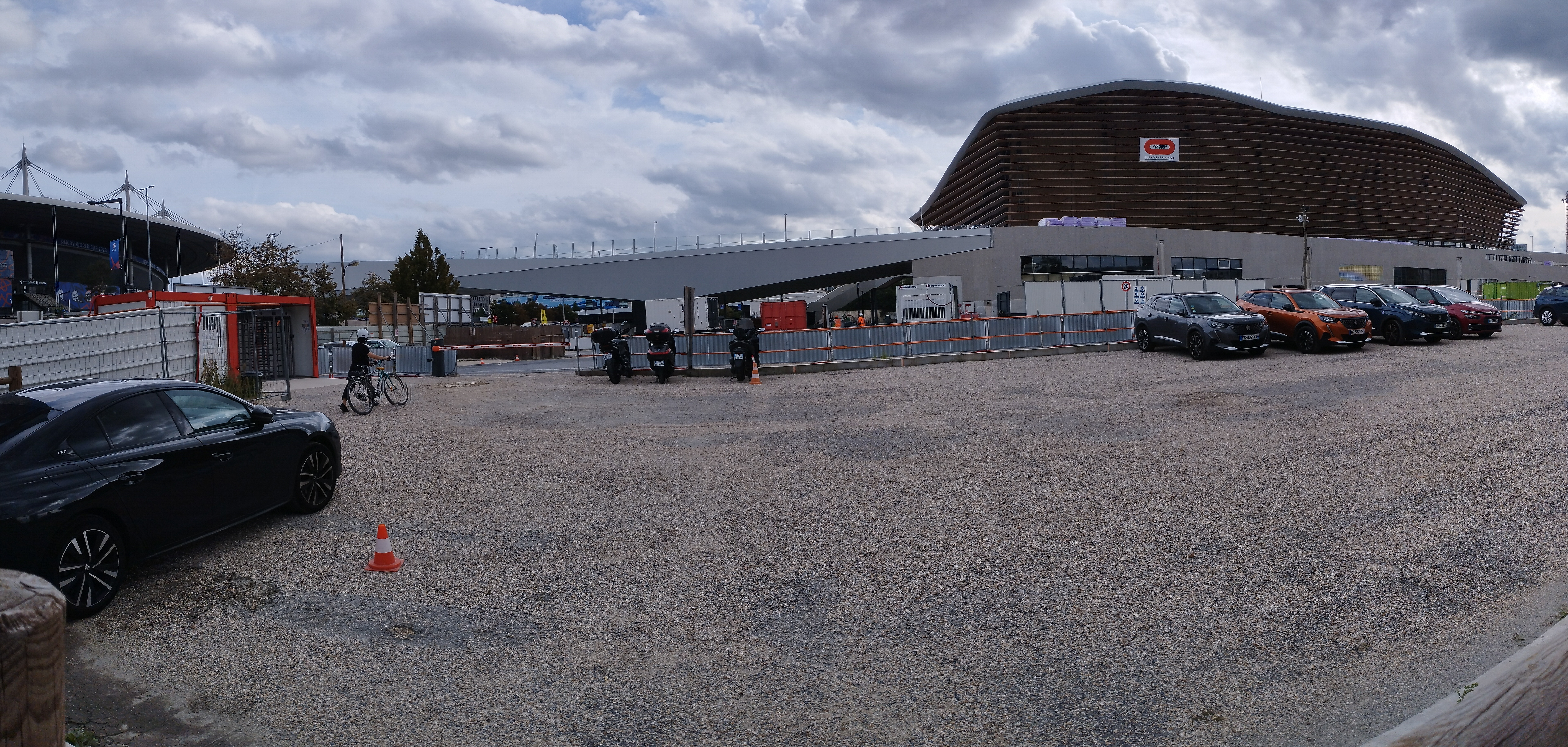
Le Stade de France, la passerelle et la piscine olympique en travaux (septembre 2023).

En août 2022, une passerelle piétonne est installée au-dessus de l'autoroute A1, qui représentait une coupure urbaine, afin de relier le parvis du stade de France et du secteur de la Plaine Saulnier où est implantée la piscine. La passerelle est une structure en acier de 950 tonnes de 100 × 18 mètres posée sur des appuis de part et d'autre de l'autoroute. Après les Jeux, la largeur de circulation sera réduite à 12 mètres pour créer des aménagements paysagers,.

## Moyens d'accès
- Ligne 13 du métro par la station Saint-Denis - Porte de Paris ou la station Carrefour Pleyel.
- Ligne 14 du métro par la station Saint-Denis Pleyel.
- Ligne B du RER à la gare de La Plaine - Stade de France
- Ligne D du RER à la gare du Stade de France - Saint-Denis
- Tramway T8 par la station Saint-Denis - Porte de Paris.

## Grandes compétitions
Le centre aquatique accueille plusieurs épreuves des Jeux olympiques de Paris 2024 puis les championnats d'Europe de natation 2026.

## Prix
Le CAO reçoit le prix spécial lors du Prix national 2024 de la Construction Bois,.
Le site est également récompensé du Prix Versailles 2024, catégorie sport.